# Trstená (nádraží)
Trstená je železniční stanice na východním okraji stejnojmenného města, na jednokolejné trati z Kraľovan. Provoz ve stanici započal 21. prosince 1899, kdy byl otevřen úsek z Tvrdošína do Suché Hory. Přestupní stanicí pro trať na Oravu jsou Kraľovany, odkud vede údolím řeky Orava přes Dolný Kubín a Tvrdošín.
Původně trať pokračovala od roku 1904 přes Suchou Horu do polského Noweho Targu, ale od druhé světové války bylo spojení do Polska přerušeno, čímž význam trati a tedy i jejích stanic poklesl. V roce 1970 byl zrušen úsek po Suchou Horu a od té doby trať a všechny spoje končí v Trstené.